# Solomon Sakuragawa
Solomon Sakuragawa (櫻川 ソロモン Sakuragawa Soromon?), född 4 augusti 2001 i Chiba prefektur, är en japansk fotbollsspelare.
Sakuragawa började sin karriär 2020 i JEF United Chiba.